# Google e Wikipédia
Google e a Wikipédia é uma relação originalmente colaborativa entre a Google e a Wikipedia, que ocorreu nos primeiros dias da Wikipédia, quando o Google ajudou a reduzir o pagerank de clones não editáveis da Wikipédia que eram geradores de anúncios. Em 2007, o Google lançou o Knol, um concorrente direto para a criação de enciclopédias voltadas para a comunidade. Mais tarde, apoiou a Wikimedia com concessões e passou a contar com a Wikipédia para lidar com a disseminação de desinformação no YouTube, fornecendo informações verificáveis e com fontes adequadas para aqueles que as buscam.

## História
Em 2007, o Google lançou o Knol, uma enciclopédia colaborativa com conteúdo gerado pelo usuário. Várias fontes de mídia notaram que este produto era como a Wikipédia e o consideraram ser um concorrente deste.
Em 2008, várias fontes de notícias relataram que a maior parte do tráfego da Wikipédia veio de referências da pesquisa do Google.
Em fevereiro de 2010. O Google deu US$ 2,000,000 como sua primeira doação à Fundação Wikimedia. O fundador do Google, Sergey Brin, comentou que "a Wikipédia é um dos maiores triunfos da internet".
Em março de 2018, o YouTube anunciou que usaria informações da Wikipédia para acabar a desinformação nos vídeos em sua plataforma.
Em janeiro de 2019, o Google doou US $ 3 milhões para a Fundação Wikimedia.
Em junho de 2022, o Google e o Internet Archive foram anunciados como os primeiros clientes do Wikimedia Enterprise, embora apenas o Google pague pelo serviço.

## Relação de confiança
A confiança do Google na Wikipédia. Em maio de 2012, o Google adicionou um projeto chamado Google Knowledge Graph, que produziu painéis de conhecimento junto com os resultados de mecanismos de busca tradicionais. Posteriormente, os resultados da consulta ao gráfico de conhecimento complementaram a pesquisa baseada em string na produção da lista classificada dos resultados da pesquisa. Uma grande quantidade das informações apresentadas nas infoboxes do painel de conhecimento é retraída da Wikipédia, Wikidata e CIA World Factbook.

## Ligação externa
- meta: Visão geral da Wikimedia Foundation e Google Partnership, uma declaração da Fundação Wikimedia